# Utah Salt Ratz
El Utah Salt Ratz fue un equipo de fútbol de los Estados Unidos que alguna vez jugó en la NPSL, la quinta liga de fútbol más importante del país.

## Historia
Fue fundado en el año 2003 en la ciudad de Salt Lake City, Utah como un equipo de expansión de la NPSL en ese año. En su temporada inaugural acabaron en primer lugar de la fase regular, eliminando en las semifinales al Northern Nevada Aces 9-0, pero perdieron la final 1-2 ante el Arizona Sahuaros.
En la temporada siguiente quedaron en cuarto lugar de la clasificación, clasificando a los playoffs por segunda ocasión, eliminaron al Chico Rooks en la semifinal 1-0 y en la final cobraron venganza del Arizona Sahuaros y los vencieron 4-2.
A pesar de ganar el título, el club desapareció al finalizar la temporada debido a la creación de la franquicia del Real Salt Lake de la MLS en 2005, misma decisión que tomó el Utah Blitzz de la USL Pro.

## Palmarés
- NPSL: 1

2004
- NPSL Temporada Regular: 1

2003

## Temporadas
| Año  | División | Liga | Temporada Regular | Playoffs  | US Open Cup  |
| ---- | -------- | ---- | ----------------- | --------- | ------------ |
| 2003 | 4        | MPSL | 1st               | Finalista | No clasificó |
| 2004 | 4        | MPSL | 4º                | Campeón   | No clasificó |

## Entrenadores
- Bob Martin (2003-2004)
- Mike Hickman Sr. (2004)